# Aqua America
Aqua America est une entreprise américaine de distribution d'eau potable et d'assainissement.

## Histoire
En octobre 2018, Aqua America annonce l'acquisition de Peoples, une entreprise spécialisée dans la distribution de gaz naturel, pour 4,3 milliards de dollars, reprise de dette comprise.